# Varziela
Varziela is een plaats (freguesia) in de Portugese gemeente Felgueiras en telt 1985 inwoners (2001).